# 福岡県立田川科学技術高等学校
福岡県立田川科学技術高等学校（ふくおかけんりつ たがわかがくぎじゅつこうとうがっこう）は、福岡県田川市糒（ほしい）に所在する公立高等学校。通称は「科技高」（かぎこう）。

## 概要
歴史
2005年（平成17年）に福岡県立高等学校3校（田川工業・田川商業・田川農林）が統合の上、開校した。2025年（令和7年）に創立20周年を迎える。
設置学科
全日制課程 3学科
- 生命科学科（農業に関する学科）
- システム科学技術科（工業に関する学科）
- ビジネス科学科（商業に関する学科）

校是
「煌明飛翔」（こうめいひしょう）
校訓
- 「大志創造」（たいしそうぞう）
- 「実践自立」（じっせんじりつ）
- 「和協友愛」（わきょうゆうあい）

校章
中央に校名の一部である「科学」の文字（縦書き）を配している。
校歌
作詞は中林清治、作曲は下山繁による。歌詞は3番まであり、3番の歌詞中に校名の「科学技術」が登場する。

## 沿革
- 2005年（平成17年）4月1日 - 以下の福岡県立高等学校3校が統合され、「福岡県立田川科学技術高等学校」（現校名）が開校。
  - 福岡県立田川工業高等学校（田川市）
  - 福岡県立田川商業高等学校（田川郡添田町）
  - 福岡県立田川農林高等学校（田川郡香春町）
    - 旧3校は生徒募集を停止するが、2004年（平成16年）4月入学生が卒業するまでの間存続することとなる。
    - 新設の福岡県立田川科学技術高等学校は田川工業高等学校校舎に設置される。
- 2007年（平成19年）3月31日 - 旧3校が最後の卒業生を送り出し、閉校。福岡県立田川科学技術高等学校に完全に統合される。

## 著名な卒業生
- 森田ひかる (櫻坂46)
- 坂井勝二 （元プロ野球選手）

## 交通
最寄りの鉄道駅
- 平成筑豊鉄道
  - 糸田線 「大藪駅」
  - 伊田線 「田川市立病院駅」・「下伊田駅」

最寄りの幹線道路
- 国道201号

## 周辺
- 福岡県立田川高等技術専門校
- 旧・田川市立田川中学校跡地